# کوشک حسن‌آباد
کوشک حسن‌آباد، روستایی از توابع بخش سیمکان شهرستان جهرم در استان فارس ایران است.

## جمعیت
این روستا در دهستان پشت پر قرار دارد و بر اساس سرشماری مرکز آمار ایران در سال ۱۳۸۵، جمعیت آن ۳۴۴ نفر (۷۲ خانوار) بوده‌است.